# Dublin Review
Il Dublin Review fu un periodico cattolico fondato nel maggio 1836 da Michael Joseph Quin, da Nicholas Wiseman e da Daniel O'Connell, e le cui pubblicazioni continuarono fino al 1969.

## Storia
Quin ebbe l'idea originale per un nuovo giornale, persuadendo presto Wiseman a dare il suo supporto, e successivamente arruolando O'Connell la cui campagna per l'emancipazione cattolica ammirava. Quin curò le prime due edizioni prima di lasciare il posto per trovare lavoro nel servizio coloniale spagnolo. Questo progetto fallì, ma O'Connell non reintrodusse Quin come redattore, né gli permise di continuare come co-proprietario. In base alla Catholic Encyclopedia: «La rivista era intesa nel fornire un insieme del pensiero corrente per educare i Cattolici e allo stesso tempo per essere un esponente del punto di vista dei cattolici contro gli accusatori non cattolici». I suoi direttori e contributori, inclusi gli scrittori meglio conosciuti, discutevano questioni tematiche riguardanti la religione, la letteratura e la storia.
Il nome fu scelto per il fatto che Dublino era il centro della cultura cattolica, e perché feceva eco alla florida Edinburgh Review, ma il giornale era attualmente pubblicato a Londra: inizialmente quadrimensilmente, poi mensilmente. Contributori alla rivista includevano Don Luigi Sturzo, E. I Watkin e Barbara Ward. Nel 1961 il nome fu cambiato in Wiseman Reveiw, per evitare confusione, ma la pubblicazione ritornò al suo titolo originario nel 1965. Cessò di pubblicare nel 1969, e fu incorporata nel The Month.

## Direttori, proprietari ed editori
Lista incompleta
- Michael Joseph Quin, direttore 1836[6]
- Mark Aloysius Tierney, direttore c.1837
- Henry Bagshawe, direttore 1837-
- Charles William Russell,
- Charles Dolman, editore 1838–1844
- William George Ward, proprietario ed editore durante gli anni 1860 e parte dei '70
- Herbert Alfred Henry Joseph Thomas, proprietario dal 1878
- John Cuthbert Hedley, direttore negli ultimi anni 1870
- Cardinal Manning, proprietario
- James Moyes, direttore until 1903
- Wilfrid Philip Ward, proprietario e direttore
- Shane Leslie, direttore 1916–1926
- Christopher Dawson, direttore 1940-1956
- Michael Derrick, direttore 1956–1961